# Indische honingvogel
De Indische honingvogel (Dicaeum ignipectus) is een zangvogel uit de familie
Dicaeidae (bastaardhoningvogels).

## Verspreiding en leefgebied
Deze soort telt drie ondersoorten:
- D. i. ignipectus: van de Himalaya tot oostelijk China, noordelijk en centraal Indochina, noordelijk Thailand en Myanmar.
- D. i.  dolichorhynchum: Schiereiland Malakka.
- D. i.  formosum: Taiwan.